# Taenaris thaema
Taenaris thaema är en fjärilsart som beskrevs av Hans Fruhstorfer 1915. Taenaris thaema ingår i släktet Taenaris och familjen praktfjärilar. Inga underarter finns listade i Catalogue of Life.